# Any dels cinc emperadors
L'Any dels cinc emperadors fa referència l'any 193, en el qual hi hagué cinc diferents emperadors o pretendents al tron. Aquests cinc foren Pertinax, Didi Julià, Pescenni Níger, Clodi Albí i Septimi Sever.

## Context històric
L'any 193 va començar amb la mort de l'impopular emperador Còmmode, de caràcter inestable i grans excessos, estrangulat per Narcís. Amb ell finalitzava la dinastia dels Antonins, iniciada per Antoní Pius i continuada pels seus fills adoptius Luci Ver, Marc Aureli i la muller d'aquest últim, Faustina Menor, filla del mateix Pius.
El seu successor fou el prefecte de Roma, Pertinax, proclamat emperador l'1 de Gener. Pertinax era un dels millors generals de l'època, molt proper a Marc Aureli i molt lleial al senat, fins al punt que en un primer moment va estar a punt de renunciar al càrrec i cedir-lo a Acilius Glabrione, un dels senadors. Pertinax es va esforçar per millorar la distribució de terres i aliments, enfrontant-se als nobles romans. Tampoc tenia bones relacions amb la Guàrdia Pretoriana, decebuda amb el nou emperador per no rebre cap recompensa per haver-lo recolzat. Finalment, aquests acabarien assassinant-lo després de només 86 dies al tron, el 28 de març de 193.

## Guerra Civil (193-197)

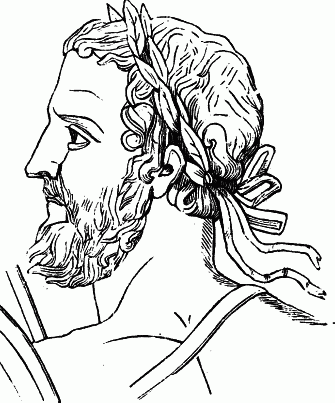
Iŀlustració de Septimi Sever

Aquell mateix dia els pretorians organitzaren una subhasta pel càrrec. Tit Flavi Sulpicià va arribar a oferi 20.000 Sesterci a cada soldat per comprar la seva leialtat, però Didi Julià oferí 25.000 i fou proclamat emperador.
Malgrat tot, tres prominents generals romans clamaven pel tron: Pescenni Níger, governador de Síria; Clodi Albí, governador de Britànnia i Septimi Sever, al capdavant de les legions de Pannònia. Aquest darrer marxà amb els seus homes cap a Roma, on aviat aconseguí el favor dels pretorians i altres antics aliats de Didi Julià, qui fou decapitat l'1 de juny de 193. Sever, ara emperador, va ordenar dissoldre als pretorians i executà aquells que havien mort a Pertinax. Va consolidar una aliança amb Clodi Albí i concentrà tots els seus esforços en combatir a Pescenni Níger, ordenant a les seves poderoses legions germàniques que avancessin cap a l'est. Els seus homes creuaren el Bòsfor, vencent a Níger a la batalla de Cízic, i més tard els tornarien a vèncer a la batalla de Nicea i la definitiva batalla d'Issos (194). Níger fou assassinat quan fugia per buscar regugir entre els parts i Sever tingué via lliure per trencar l'aliança amb Clodi Albí i enfrontar-s'hi a ell. Albí fou proclamat emperador per les seves pròpies tropes a Britànnia, i amb el suport d'un bon nombre de senadors i també de les legions d'Hispània, va creuar fins a la Gàl·lia, amb un exèrcit tan nombrós com el de Sever. Ambdós exèrcits s'enfrontaren en la batalla de Lugdúnum, en la que es creu va ser la batalla més llarga, nombrosa i sagnant que mai va tenir lloc entre forces romanes. Septimi Sever es va alçar amb la victòria i va marxar al damunt del seu cavall sobre el cos decapitat d'Albí, assolint el poder absolut de l'imperi.

## Conseqüències
Septimi Sever fou el primer d'una nova dinastia que governaria Roma del 193 al 235, essent Alexandre Sever el seu darrer descendent. Durant aquest període, el caràcter militar de l'emperador sortí molt reforçat. L'enfrontament entre l'occident romà (Sever) contra l'orient romà (Níger) va causar que la frontera de l'imperi a l'Eufrates resultés afeblida, fins al punt que acabada la guerra civil, Sever organitzà una nova guerra contra els parts. La guerra civil evidencià el poder que tenien els militars sobre l'imperi. Primer per part dels pretorians, capaços de deposar per les armes l'emperador i subhastar el càrrec, i després per part dels generals, lluitant pel poder i enfrontant legió contra legió.